# فونتروباي
بلدية فونتروبي (بالكاتالانية: Font-rubí) هي إحدى بلديات مقاطعة برشلونة، والتي تقع في منطقة كاتالونيا، شرق إسبانيا.
يبلغ عدد سكانها 1.430 نسمة وفقاً لإحصائية سنة (2007).